# Łomżyńskie Towarzystwo Naukowe im. Wagów
Łomżyńskie Towarzystwo Naukowe im. Wagów – stowarzyszenie powstałe 4 września 1974 roku, natomiast oficjalne rozpoczęcie działalności nastąpiło rok później 25 maja 1975 roku. Do głównych celów towarzystwa należą wspieranie i prowadzenie badań naukowych dotyczących głównie ziemi łomżyńskiej oraz inwentaryzacja materiałów naukowych omawiających region, jego odrębność kulturową i językową.

## Historia
Pierwszym prezesem Zarządu Towarzystwa był prof. Józef Babicz z Instytutu Historii Nauki, Oświaty i Techniki PAN. W skład towarzystwa działa kilka sekcji: historyczna, językoznawcza, archiwistyczna, ekonomiczna, weterynaryjna.
Siedziba towarzystwa mieści się w Łomży, przy ulicy Długiej 13.
Obecnie w skład zarządu wchodzą: dr hab. Krzysztof Sychowicz, prof. AŁ (prezes), dr Małgorzata Krystyna Frąckiewicz (wiceprezes), dr hab. inż. Andrzej Borusewicz, prof. MANS w Łomży (wiceprezes), Sławomir Zgrzywa (skarbnik), dr Jarosław Poteraj (sekretarz), dr hab. Dariusz Surowik, prof. AŁ, dr Agnieszka Barbara Muzyk i dr hab. Krystyna Leszczewska, prof. AŁ.

## Działalność naukowa
Łomżyńskie Towarzystwo im. Wagów od samego początku prowadziło ożywioną działalność naukową, która przyjmowała różne formy takie jak seminaria doktoranckie, sesje naukowe i popularnonaukowe czy też publikacje naukowe. Towarzystwo może poszczycić się ponad 700 publikacjami naukowymi oraz organizacją lub współorganizacją ponad 80 konferencji, sesji czy sympozjów.

## Biblioteka i archiwum
Łomżyńskie Towarzystwo Naukowe im. Wagów prowadzi bibliotekę naukową zawierającą około 19 000 woluminów (w tym 2017 z księgozbioru prof. Piotra Bańkowskiego), w tym starodruki i wydawnictwa XIX-wieczne. W zbiorach towarzystwa starodruki oraz wydawnictwa z XIX i początku XX wieku stanowią 30% zasobu.
Częścią biblioteki są też zbiory archiwalne, pozyskiwane poprzez zakupy antykwaryczne, dary od członków, instytucji państwowych i samorządowych, a także prywatnych osób, przede wszystkim prof. Piotra Bańkowskiego, który przekazał Towarzystwu na mocy testamentu książki, meble, obrazy, listy i inne zgromadzone materiały archiwalne z XIX wieku i początku XX wieku.